# Мавзолей Абилпеиза
Мавзолей Абилпеиза (каз. Әбілпейіз кесенесі) — памятник архитектуры XVIII века. Расположен на месте захоронения султана Абилпеиза в Республике Казахстан.

## История
Султан Абилпеиз был сыном хана Абилмамбета. Правил на территории нынешнего Восточно-Казахстанского региона. Султан Абилпеиз умер в 1783 году. На месте его погребения был построен мавзолей.

## Описание
Мавзолей Абилпеиза расположен на северном склоне Чингизтау у истоков реки Альпеис. Мавзолей расположен в южной части старого захоронения, состоящего из каменных надгробий. Он построен из кирпича, его диаметр составляет 9 метров.